# Шазар, Залман
Залман Шазар (ивр. זלמן שזר‎, при рождении Шне́ер За́лмен Рубашо́в; 24 ноября 1889, город Мир Новогрудского уезда Минской губернии, Российская империя — 5 октября 1974, Иерусалим, Израиль) — израильский политик, общественный деятель, писатель, поэт, третий президент Израиля с 21 мая 1963 до 24 мая 1973 года. Публицистику, художественную прозу и поэзию писал на иврите и идише.

## Биография
Родился в семье приверженцев хасидизма, получил религиозное образование и ещё в молодости вступил в партию Поалей Цион.
Во время Революции 1905 года участвовал в организации еврейской самообороны в Западном Крае.
Участник подпольного съезда Поалей Цион в Минске в 1906 году.
В 1907 году переехал в Вильну. Летом 1907 года вместе с другими лидерами движения был арестован и приговорён к двум месяцам тюремного заключения. После освобождения Шазар поступил на организованные в Санкт-Петербурге бароном Д. Г. Гинцбургом Высшие курсы востоковедения, среди преподавателей которых были С. Дубнов и И. Л. Каценельсон.
Летом 1911 года жил в Эрец-Исраэль, работал в кибуце Мерхавия, где он познакомился с Б. Кацнельсоном и поэтессой Рахель Блувштейн.
В 1912 году уехал учиться в Германию. Занимался во Фрайбургском и Страсбургском университетах. В 1914 году интернирован в Берлин как российский подданный. Продолжал учёбу в Берлинском университете. Специализировался по библеистике и истории восточноевропейского еврейства.
Принимал активное участие в сионистском движении в Германии. Он был среди основателей сионистского рабочего движения в 1916 году и движения Хе-Халуц в 1917 году.
На съезде Поалей Цион в Стокгольме в 1919 году Шазар был избран в Комиссию по изучению экономического положения в Палестине и разработке плана развития хозяйства страны на кооперативной основе. В отчёте Комиссии, опубликованном в 1920 году, Шазару принадлежали разделы о еврейской занятости в Палестине и о сельскохозяйственных коммунах. В 1920 году в Иерусалиме Шазар женился на Рахели Кацнельсон (1885—1975), с которой он познакомился ещё на Высших курсах востоковедения.
На съезде Поалей Цион в Вене в 1920 году, где произошёл раскол по вопросу об отношении к коммунизму, Шазар стал одним из лидеров «правого крыла». В 1921 году он участвовал в съезде Всемирной организации Хе-Халуц (открывал съезд). С 1922 по 1924 год в Вене читал лекции по еврейской истории в Еврейской учительской семинарии.
В 1924 году Шазар переселился в Эрец-Исраэль. Был избран в секретариат Гистадрута. Затем стал членом редакции печатного органа Гистадрута, газеты «Давар», а впоследствии — главным редактором газеты и главой гистадрутовского издательства «Ам-овед». В эти годы он неоднократно выезжал за границу по поручениям Гистадрута, Всемирной организации Поалей Цион, партии МАПАЙ и других. Немалую роль в успехе этих миссий играли его выдающиеся ораторские способности.
В ноябре 1947 года Шазар был членом делегации Еврейского агентства на Генеральной Ассамблее ООН. Во время своего пребывания в Нью-Йорке установил контакт с Любавичским ребе И. И. Шнеерсоном, который согласился помочь созданию в Эрец-Исраэль посёлка для приверженцев движения Хабад. С детства эмоционально связанный с Хабадом, Шазар проявлял постоянный интерес к развитию посёлка Кфар-Хабад. Во время визитов в США уже в качестве президента Израиля в 1966 и 1971 годах он посещал Любавичского ребе в Бруклине.
В 1949 году Шазар был избран от партии МАПАЙ в кнессет 1-го созыва, а затем был членом кнессета 2-го (1951) и 3-го (1955) созывов. С 1949 по 1951 год занимал пост министра образования и культуры в правительстве Бен-Гуриона. По его инициативе был принят закон об обязательном школьном образовании (1949).
В 1952 году Бен-Гурион предложил ему пост посла в СССР. Шазар подал в отставку из правительства, готовясь отправиться в Москву, но послом его так и не назначили — правительство СССР отказалось принять его в качестве посла Израиля.
Шазар стал членом Исполнительного комитета Еврейского агентства, возглавив отдел информации, а с 1954 года — отдел образования и культуры еврейской диаспоры.
В 1956—1960-х годах он был председателем Иерусалимского исполнительного комитета Еврейского агентства.
В 1963 году, после кончины Ицхака Бен-Цви, Залман Шазар был избран президентом Израиля. В 1968 году переизбран на второй срок.
Он не ограничивался лишь исполнением государственных обязанностей: в его резиденцию приходили израильские учёные, писатели, деятели искусства и еврейские интеллектуалы со всего мира. Здесь проходили регулярные встречи группы по изучению Библии, кружка по изучению еврейства диаспоры, действовавшего в сотрудничестве с Институтом современного еврейства при Еврейском университете в Иерусалиме и т. п. Шазар основал фонд «Амос» для оказания содействия израильским учёным и деятелям искусства.
В 1969 году Шазар записал одно из обращений доброй воли, доставленных на диске на Луну космическим кораблём «Аполлон-11».

## Творческая и научная деятельность
В Минске в 1906 году познакомился с Ицхаком Бен-Цви, который привлёк Шазара к участию в издательской деятельности движения. В 1907 году переводил с русского на идиш статьи Бера Борохова и Бен-Цви для журнала организации Поалей Цион «Дэр пролетаришер геданк» (пролетарская мысль). Шазар в те годы зарабатывал на жизнь статьями в российской и американской прессе на идише.
Во время первой мировой войны как активный участник сионистского движения в Германии, регулярно публиковал свои статьи в «Юдише рундшау». С 1930 по 1932 год совместно с Х. Арлозоровом издавал ежемесячник «Ахдут ха-Авода». Шазар оставил богатое литературное наследие, включающее прозу (сборник автобиографических очерков «Кохвей бокер» — «Предрассветные звёзды», перевод на английский, французский, испанский и идиш, сборник мемуарных очерков о лидерах сионистского движения и деятелях еврейской культуры «Ор ишим» — «Светочи», 1963), поэзию (в том числе его многочисленные переводы, в частности, стихи Рахели на идиш, 1932), публицистику и научные исследования (например, ряд работ о саббатианстве и франкизме, в которых содержится новый взгляд на сущность этих движений). Шазар также был одним из пионеров библеистики на иврите (редактор и один из авторов сборника «Толдот биккорет ха-Микра» — «История библейской критики», 1925).
Он внёс вклад также в изучение истории языка идиш. В частности, им были изучены опубликованные С. М. Дубновым респонсы XV—XVII веков, содержащие помимо раввинских заключений также записанные разговорной речью показания истцов и свидетелей на идише (Залмен Рубашов, Йидише гвиес-эйдесн ин ди шайлэс-чувэс фун онhейб 15тн биз соф 17тн йорhундерт, «hисторише шрифтн», № 1, ИВО: Вильнюс, 1929, переиздано в 1971). В этой работе рассмотрены различия между разговорной и письменной формами средневекового идиша. Шазаром была опубликована одна из ранних версий на идише средневековой легенды «Маасэ Нора» рабби Йосефа де ла Рейна, переведена с идиша на иврит «История Саббатая Цви» реб Лейба бар Ойзера XVII века (издана с параллельным текстом на идише и иврите издательством Залмана Шазара в Иерусалиме в 1978). Переводами на идиш, преподаванием и публикацией литературы на этом языке занималась и жена Шазара Рахель Кацнельсон (см. например, Рохл Кацнельсон-Рубашов «Вос арбетернс дерцейлн: а эрэц-исроэл бух» — О чём говорят работницы: книга Эрец-Исраэль, Нью-Йорк, 1931). Несмотря на это, после назначения Шазара главой отделения культуры Еврейского агентства (Сохнут), он по идеологическим причинам добился закрытия субсидируемой агентством сети школ Шолом-Алейхема с обучением на идише в Аргентине.

## Память о Залмане Шазаре
Именем Залмана Шазара названы улицы и бульвары во многих городах Израиля.
В 1994 году была выпущена купюра достоинством в 200 шекелей с изображением Залмана Шазара.
В 1998 году старая купюра была заменена новой, сделанной современными методами компьютерной графики, где портрет выполнен из его инициалов.
В Иерусалиме именем Залмана Шазара назван Центр изучения еврейской истории.

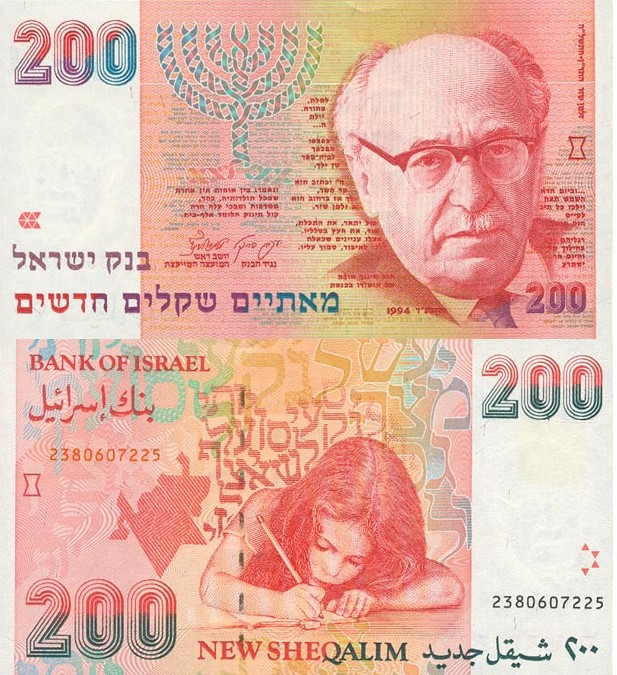
Банкнота достоинством 200 новых шекелей 1994 года выпуска, посвящённая Залману Шазару
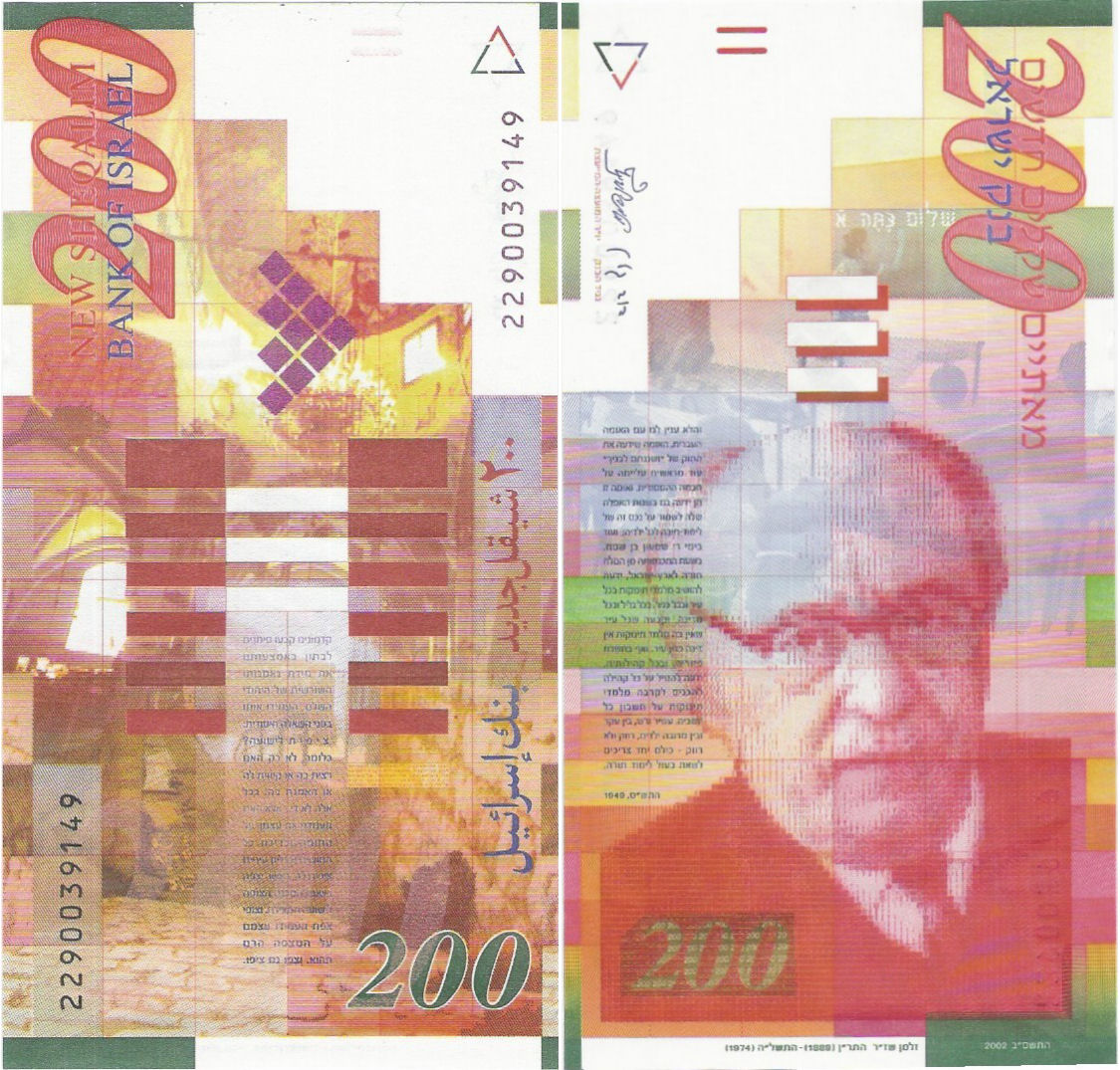
Банкнота достоинством 200 новых шекелей 1998 года выпуска, посвящённая Залману Шазару

## Книги на идише
- יובֿל-בוך צום פֿינפֿציקסטן געבױרן-טאָג פֿון אַברהם סוצקעװער (йойвл-бух цум финфцикстн гебойрн-тог фун Авром Суцкевер — юбилейная книга к пятидесятилетию Аврома Суцкевера). Редакторы Залмен Шазар, Дов Садан, М. Гросс-Циммерман. Йойвл-комитет: Тель-Авив, 1963.
- שטערן פֿאַרטאָג: זכרונות, דערצײלונגען (штэрн фартог: зихройнэс, дэрцейлунген — звёзды на рассвете: воспоминания, рассказы). В книжной серии «דאָס פּױלישע ייִדנטום» (дос пойлише йиднтум — польское еврейство). Полный текст. Централ-фарбанд фун пойлише йидн ин Аргентинэ (центральное объединение польских евреев в Аргентине): Буэнос-Айрес, 1952 и Shulzinger Bros: Нью-Йорк, 1966.
- פֿאַר זיך (Фар зих — для себя, стихотворения и поэмы). Ди голдэнэ кейт (Золотая цепочка): Тель-Авив, 1972.